# ノート (イタリア)
ノート（イタリア語: Noto, シチリア語: Nuòtu）は、イタリア共和国シチリア州シラクーザ県にある、人口約2万4000人の基礎自治体（コムーネ）。シチリア島で最大のコムーネであり、イタリアの中でも4番目に大きい面積のコムーネである。
その町並みは世界遺産「ヴァル・ディ・ノートの後期バロック様式の町々」の一部を構成している。

## 地理

### 位置・広がり
ノートはシラクーザから32kmの距離で、県の南西のイブレイ山の麓に有る。海岸はアーヴォラとパキーノ間のノート湾に面している。

#### 隣接コムーネ
隣接するコムーネは以下の通り。括弧内のRGはラグーザ県所属を示す。

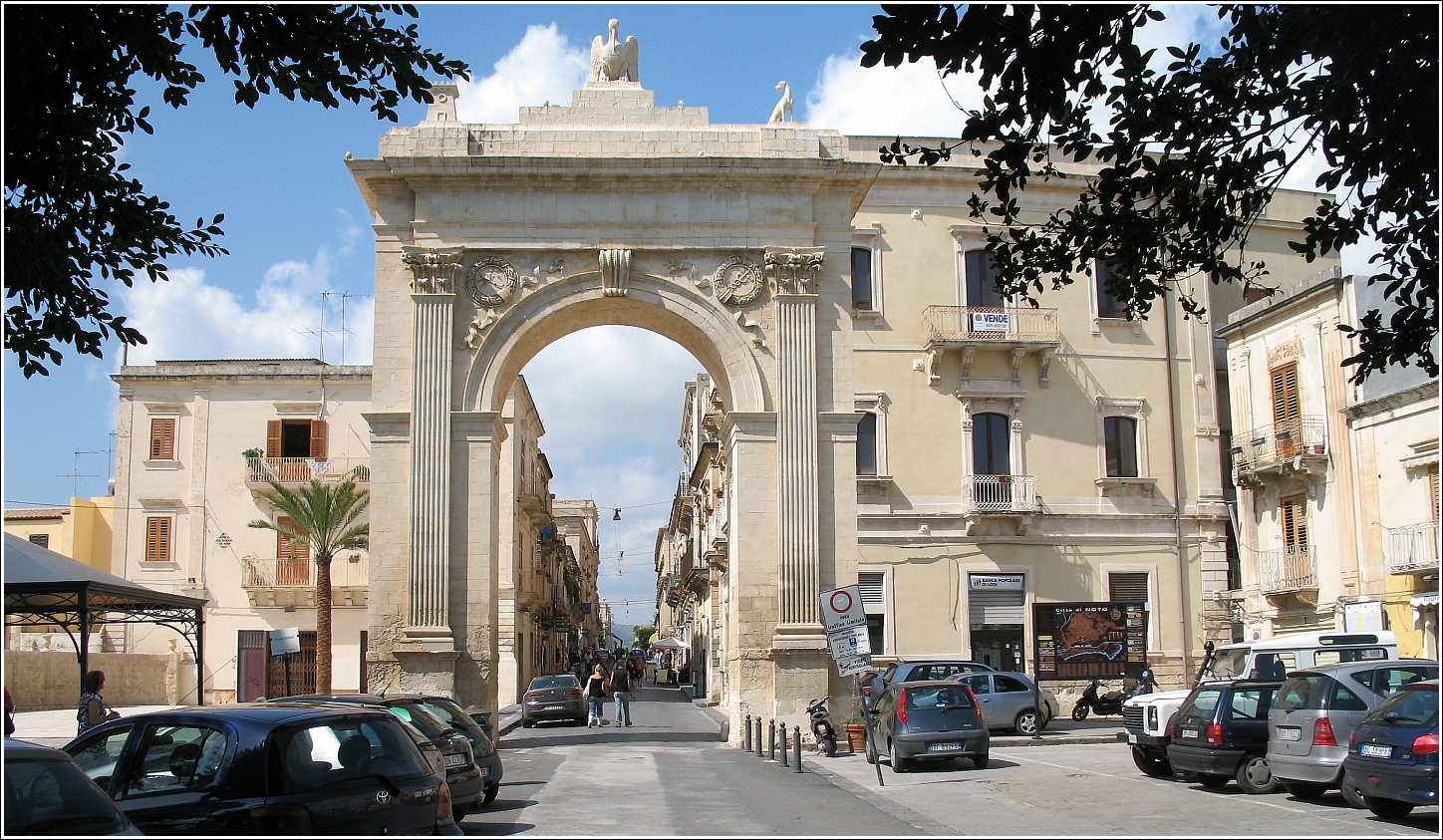
Porta Reale

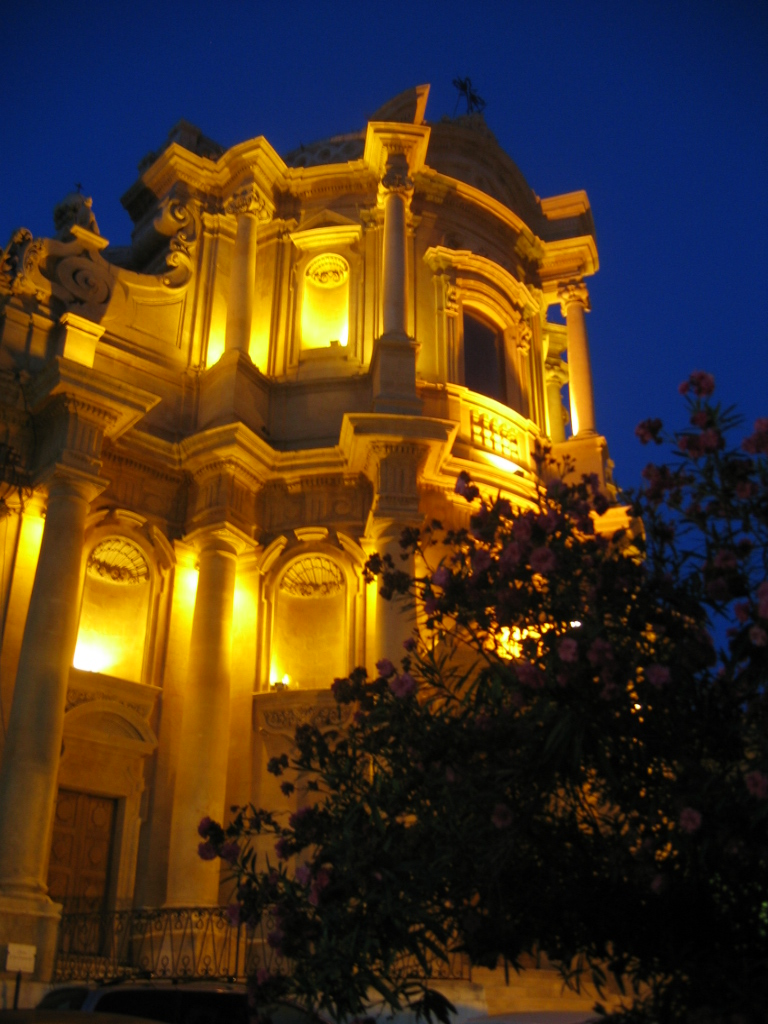
Chiesa di San Domenico

- アーヴォラ
- カニカッティーニ・バーニ
- イスピカ (RG)
- モーディカ (RG)
- パキーノ
- パラッツォーロ・アクレイデ
- ロゾリーニ
- シラクーザ

## 行政

### 分離集落
ノートには、以下の分離集落（フラツィオーネ）がある。
- Calabernardo, Castelluccio, Lido di Noto, Reitani, Rigolizia, San Corrado di Fuori, San Lorenzo, San Paolo, Santa Lucia, Testa dell'Acqua, Villa Vela

## 自然・環境
市域にある Vendicari は、5つの汽水湖の複合体で、ラムサール条約登録湿地になっている。イタリアのラムサール条約登録地一覧も参照。

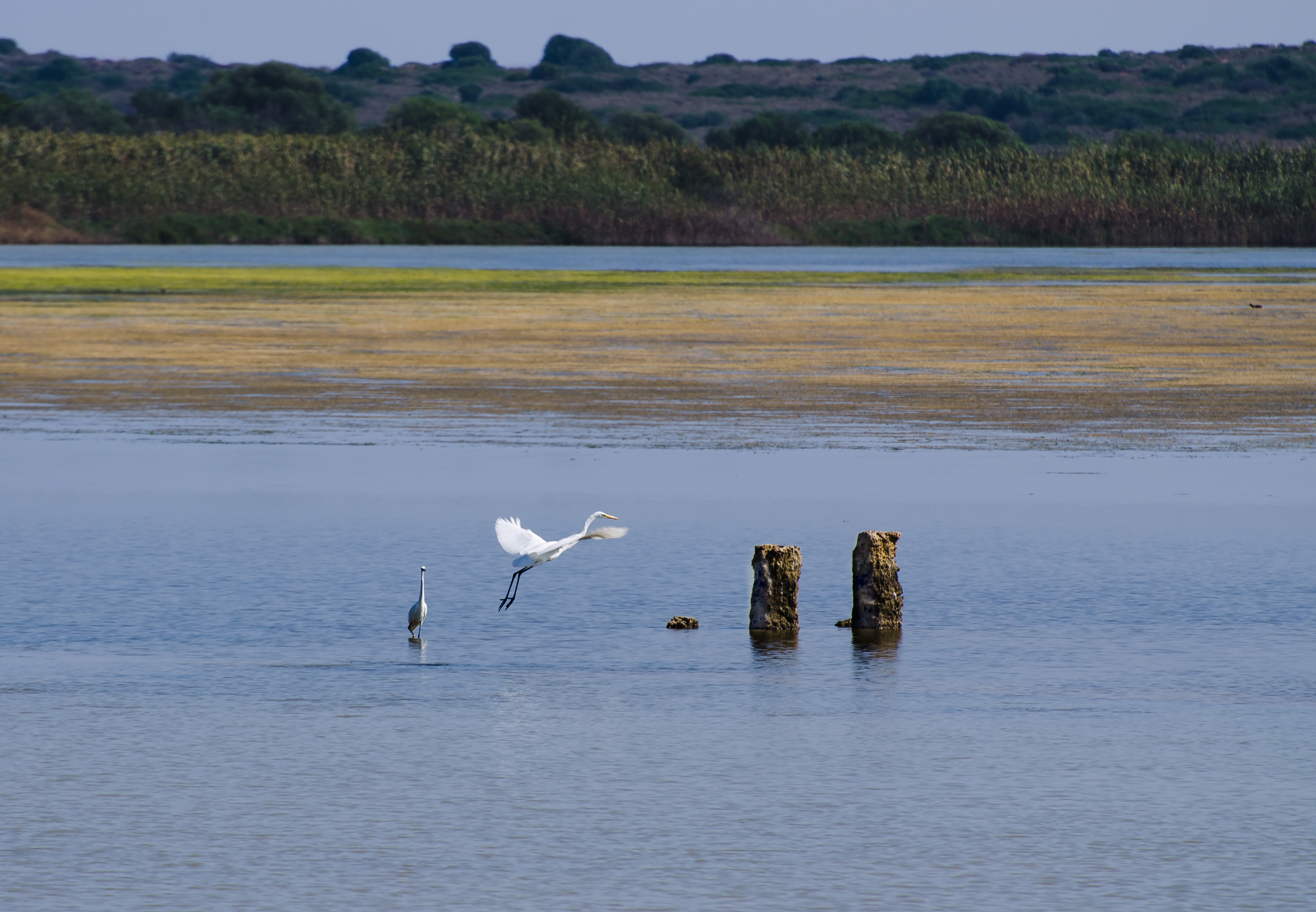
Vendicari

## 人物

### 著名な出身者
- イブン・ハムディス（英語版） - 11-12世紀の詩人。
- ヴィチェンツォ・シナトラ（英語版） - 18世紀の建築家。